# Ездаков переулок
Ездако́в (Ездоко́в) переу́лок — небольшой переулок в Юго-Западном административном округе города Москвы. Проходит параллельно Андреевской набережной между Андреевским мостом и Андреевским монастырём на территории жилого комплекса Гринхилс.

## Происхождение названия
Прежнее название Андреевский переулок — по близлежащему Андреевскому монастырю.
До 1990-х годов название писалось как Ездоков переулок. По первой версии — «назван в 1940-х годах, вероятно по проезду здесь на свалки в XIX и начале XX века», по второй — название известно с XIX века как «укоренившееся старомосковское название, происхождение которого не установлено», по третьей — назван в 1935 году. На карте Москвы 1934 года название переулка не встречается.
По мнению краеведа Яна Рачинского, версия о происхождении названия от проезда на свалки неубедительна. Согласно ему, неподалёку, в Живодёрной слободе, находился двор Матрёны Ивановны Ездаковой, однако переулок числится в справочниках и на планах как Андреевский до конца 1930-х, и название переулка может являться следствием бюрократической неразберихи: с начала XX века Андреевский переулок существовал также в Симоново, и в 1922 году был переименован в Ездоков переулок (в этом переулке также среди домовладельцев числилась некая Матрёна Ивановна Ездакова), а в 1925 году был переименован в Окороковский переулок. Рачинский предполагает, что на Андреевский переулок вблизи Живодёрной слободы название Ездоков переулок было перенесено по ошибке — его перепутали с бывшим Андреевским переулком в Симоново.

## История
Переулок возник при расширении слободы Андреевского монастыря в конце XIX века. «За монастырём находилась его слободка; теперь здесь Андреевские улицы, шоссе и проезды с деревянными домами, огородиками». В начале 1970-х годов местоположение Ездокова переулка определялось «между площадью Гагарина и Андреевской набережной». К нему также примыкали 1-й и 2-й Андреевские проезды. Во второй половине 1970-х годов в связи с началом строительства здания Президиума Академии наук СССР большинство домов улиц и проездов Андреевской слободы были снесены. С того времени по переулку числится один дом (№ 1) — Андреевский монастырь. В 2004 году на месте нижней части Андреевской слободы построили жилой комплекс Гринхилс.

## Транспорт
В 1 км от переулка — станция метро «Ленинский проспект», в 1.2 км — станция метро «Воробьёвы горы».